# Daigo (kejsare)
Daigo, född 885, död 930, var regerande kejsare av Japan mellan 897 och 930.